# Olga Klimko
Olga Klimko –en ruso, Ольга Климко– (7 de enero de 1960) es una jinete soviética que compitió en la modalidad de doma.
Ganó una medalla de plata en el Campeonato Mundial de Doma de 1990 y tres medallas en el Campeonato Europeo de Doma entre los años 1985 y 1991. Participó en dos Juegos Olímpicos de Verano, en los años 1988 y 1992, ocupando el cuarto lugar en Seúl 1988, en la prueba por equipos.

## Palmarés internacional
| Campeonato Mundial | Campeonato Mundial        | Campeonato Mundial | Campeonato Mundial |
| Año                | Lugar                     | Medalla            | Categoría          |
| ------------------ | ------------------------- | ------------------ | ------------------ |
| 1990               | Estocolmo (Suecia)        | Medalla de plata   | Por equipos        |
| Campeonato Europeo |                           |                    |                    |
| Año                | Lugar                     | Medalla            | Categoría          |
| 1985               | Copenhague (Dinamarca)    | Medalla de bronce  | Por equipos        |
| 1989               | Mondorf (Luxemburgo)      | Medalla de plata   | Por equipos        |
| 1991               | Donaueschingen (Alemania) | Medalla de plata   | Por equipos        |